# 北海道歌旅座
北海道歌旅座（ほっかいどううたたびざ）は、北海道・札幌市を拠点に活動する音楽グループ。単に歌旅座とも呼ばれる。2009年2月に結成された。

## 概要
元LOOKサクソフォーン奏者・チープ広石とシンガーJUNCOで、2009年にバイオリニスト高杉奈梨子や、バックコーラスメンバーを加えてユニットJUNCO＆CHEEPを結成。道内全ての市町村に「音楽の感動を直接手渡しすること」をコンセプトとして「北海道180市町村公演」と銘打ったコンサートツアーを夕張市からスタート。
同年5月22日、タイ王国 バンコクにてASEAN、日本、大韓民国、中華人民共和国のアジア13カ国のアーティストが集結したラジオ・タイランド主催『ASEAN+3 Concert for The King（タイ国王・在位63周年記念コンサート2009）』で初の海外公演。JUNCO & NARIKOで唯一の日本代表として出演。
2010年、初めて「北海道歌旅座」を名乗るようになる。近年は北海道外でも公演を多数開催していることから「ニッポン全国市町村公演」と銘打ち、全国的に活動。オリジナル楽曲や昭和時代の流行歌をメインに演奏し、特に50〜70歳代の客層が厚い。
2014年、かねてから療養をしながら公演を続けていたチープ広石が多発性腎臓がんにより逝去。
2015年9月、東京都渋谷区の渋谷公会堂にて「渋谷公会堂・さよなら公演」と銘打ち単独公演。
2021年時点で、総公演回数は全国で1300回を超える。

## 主な演目
- 『北海道歌旅座 ザ・コンサート』2020年以降の公演タイトル。
- 『昭和の歌コンサート（旧・昭和ノスタルジアコンサート）』 昭和の流行歌を独自のアレンジで展開
- 『淳子夜想（ジュンコノクターン）』 JUNCOが複数の人物を演じる小劇場型音楽舞台
- 『ホッカイドウ・ソングス・コンサート』北海道にゆかりのあるヒット曲を中心としたステージ
- 『OLD & NEW』 JUNCOと高杉奈梨子のステージ
- 『歌旅座本公演』 オリジナル曲を中心とした歌旅座の原点である公演

### メンバー
JUNCO/吉田淳子（歌／ピアノ／作詞／作曲／振付）
北海道浜益村（現・石狩市）出身。高校卒業後、東京都にて音楽活動を開始。
2006年、北海道虻田郡ニセコ町の有島記念館で行われたイベント「音の収穫祭」でグランプリを受賞。叙情的でソウルフルな歌声が特徴。
高杉奈梨子（バイオリン）
北海道札幌市出身。2004年、札幌市民芸術祭新人音楽会にて奨励賞受賞。クラシックをはじめロック・ポップスなど多岐にわたるジャンルの音楽家と共演。2011年に「夜想曲（ノクターン）」をはじめ、ソロアルバムも多数リリース。
ザ・サーモンズ（ダンス／コーラス）
歌旅座のダンスコーラスと伴奏を担当。（以前の名称は「昭和みちくさファイブ」）。
メンバー：ケーゴ、アリー、司会太郎

## 出演番組
ディスカバリーミュージック・ドット・ジェーピー（2005年〜）
チープ広石が進行役として番組内でインディーズ・アーティストを紹介。
2015年からはJUNCOと歌旅座の座付作詞家・北埜うさぎが進行役を務めたが、現在は休止中。
（e-niwa、FMねむろ、ラジオふらの、Airてっし、FMわっかない、FMウィング、FMびゅー、wi-radio、壱岐FMで配信していた）

## ディスコグラフィー

### シングルCD
- 冬の空・白い夜 （2010.12.21） JUNCO & CHEEP
  1. 冬の空（作詞・作曲：広石正宏）
  2. 白い夜 （作詞：北埜うさぎ／作曲：広石正宏）

- 歌旅数え唄  （2013.8.8） 北海道歌旅座
  1. 歌旅数え唄（作詞：北埜うさぎ／作曲：吉田淳子）

### アルバムCD
- 悲しいことは数あれど （2009.4.1） JUNCO & CHEEP
  1. 春に帰る（作詞・作曲：JUNCO）
  2. 重ね日（作詞：JUNCO／作曲：広石正宏、JUNCO）
  3. キネマ街道～名画座序曲（作詞・作曲：広石正宏）
  4. 名画座（作詞・作曲：広石正宏）
  5. 各駅停車（作詞：喜多條忠／作曲：石山恵三）
  6. 愛と風のように（作詞：山中弘光／作曲：高橋伸之）
  7. 君をのせて（作詞：岩谷時子／作曲：宮川泰）
  8. 悲しいことは数あれど（作詞：広石正宏、JUNCO／作曲：広石正宏）
  9. セイム・オールド・ストーリー（作詞・作曲：広石正宏）
  10. 想秋譜（作詞：北埜うさぎ／作曲：広石正宏）
  11. コスモス（作詞：JUNCO／作曲：広石正宏、JUNCO）

- 住めば都 （2009.10.20） JUNCO & CHEEP
  1. 上を向いて歩こう（作詞：永六輔／作曲：中村八大）
  2. オロロン守り唄（作詞：北埜うさぎ／作曲：広石正宏）
  3. 住めば都（作詞：北埜うさぎ／作曲：JUNCO）
  4. 男は誰でも少なからず（作詞・作曲：広石正宏）
  5. テネシー・ワルツ（作詞：Pee Wee King／作曲：和田寿三）

- 標 SHIRUBE （2010.4.21） JUNCO & CHEEP
  1. 標 SHIRUBE（作詞：広石正宏／作曲：JUNCO）
  2. 北の暦（作詞：北埜うさぎ／作曲：広石正宏）
  3. シャイニン・オン 君が哀しい（作詞・作曲：千沢仁）
  4. 外は白い雪の夜（作詞：松本隆／作曲：吉田拓郎）
  5. 共に生きよう（作詞：北埜うさぎ／作曲：広石正宏）
  6. 前へ! 前へ!! JUST GO!! （作詞：北埜うさぎ／作曲：JUNCO）
  7. 友よ（作詞・作曲：広石正宏）
  8. 情に棹させど流されず（作詞・作曲：広石正宏）
  9. 君の椅子（作詞：北埜うさぎ／作曲：JUNCO）
  10. 明日（作詞：北埜うさぎ／作曲：JUNCO）

- オールド・アンド・ニュー （2014.1.10） JUNCO
  1. 想秋譜（作詞：北埜うさぎ／作曲：広石正宏）
  2. 時には昔の話を（作詞・作曲：加藤登紀子）
  3. 春に帰る（作詞・作曲：吉田淳子）
  4. コスモス（作詞：JUNCO／作曲：広石正宏、JUNCO）
  5. 北の暦（作詞：北埜うさぎ／作曲：広石正宏）
  6. 標〜SHIRUBE（作詞：広石正宏／作曲：吉田淳子）
  7. 白い夜（作詞：北埜うさぎ／作曲：広石正宏）
  8. ハルニレの詩（作詞：北埜うさぎ／作曲：広石正宏）
  9. TIME〜それでも時はゆく（作詞・作曲：吉田淳子）
  10. 時の坂道（作詞：北埜うさぎ、吉田淳子／作曲：吉田淳子）
  11. 冬の空（作詞・作曲：広石正宏）
  12. 明日（作詞：北埜うさぎ／作曲：Roy Cratone）
  13.  STAND ALONE（作詞：小山薫堂／作曲：久石譲）
  14.  ケ・サラ〜故郷の風のように（作詞・作曲：J.Fontana・E.Sbriccol・C.Pes・N.G.Italo・F.Migliacci／訳詞：北埜うさぎ）
  15. 夢は逃げない（作詞：中村小太郎/作曲：吉田淳子）

- 昭和ノスタルジア・デラックス （2014.4.10） 北海道歌旅座
  - ディスク 1
    1. 真赤な太陽（作詞：吉岡治／作曲：原信夫）
    2. 二人でお酒を（作詞：山上路夫／作曲：平尾昌晃）
    3. バス・ストップ（作詞：千家和也／作曲：葵まさひこ）
    4. 人形の家（作詞：なかにし礼／作曲：川口真）
    5. 恋する夏の日（作詞：山上路夫／作曲：森田公一）
    6. 胸の振り子（作詞：サトウハチロー／作曲：服部良一）
    7. 君をのせて（作詞：岩谷時子／作曲：宮川泰）
    8. テネシー・ワルツ（作詞：Redd Stewart・和田寿三／作曲：Pee Wee King）
    9. 恋人よ（作詞・作曲：五輪真弓）
    10. 石狩挽歌（作詞：なかにし礼／作曲:浜圭介）
    11. 学生時代（作詞・作曲：平岡精二）
    12. 銀色の道（作詞：塚田茂／作曲：宮川泰）
    13. 虹と雪のバラード（作詞：河邨文一郎／作曲：村井邦彦）
    14. あの時君は若かった（作詞：菅原茉美恵／作曲：かまやつひろし）
    15. バン・バン・バン（作詞・作曲：かまやつひろし）
    16. 恋の季節（作詞：岩谷時子／作曲：いずみたく）
    17. 愛は傷つきやすく（作詞：橋本淳／作曲：中村泰士）
    18. 愛の奇跡（作詞：中村小太郎／作曲：田辺信一）
    19. ハチのムサシは死んだのさ（作詞：内田良平／作曲：平田隆夫）
    20. 涙をこえて（作詞：かぜ耕士／作曲：中村八大）

  - ディスク 2
    1. 時代（作詞・作曲：中島みゆき）
    2. ホームにて（作詞・作曲：中島みゆき）
    3. 各駅停車（作詞：喜多條忠／作曲：石山恵三）
    4. 逃避行（作詞：千家和也／作曲：都倉俊一）
    5. なごり雪（作詞・作曲：伊勢正三）
    6. 花嫁（作詞：北山修／作曲：瑞田宣彦・坂庭省悟）
    7. 岬めぐり（作詞：山上路夫／作曲：山本コウタロー）
    8. 太陽がくれた季節（作詞：山川啓介／作曲：いずみたく）
    9. 「いちご白書」をもう一度（作詞・作曲：荒井由実）
    10. 愛と風のように（作詞：山中弘光・高橋信之／作曲：高橋信之）
    11. また逢う日まで（作詞：阿久悠／作曲：筒美京平）
    12. 青春時代（作詞：阿久悠／作曲：森田公一）
    13. ナオミの夢（作詞：Tirzah Atar・片桐和子／作曲：David Kriwoshai）
    14. シャイニン・オン 君が哀しい（作詞・作曲：千沢仁）
    15. 悲しい色やね（作詞：康珍化／作曲：林哲司）

- 淳子夜想アンソロジー （2014.5.22） JUNCO
  1. 喝采（作詞：吉田旺／作曲：中村泰士）
  2. モンマルトルの丘～雪は降る（作詞：サルヴァトール・アダモ／作曲：中村泰士）
  3. パリからの手紙（作詞：北埜うさぎ）
  4. パリの空の下（作詞：北埜うさぎ）
  5. オー・シャンゼリゼ（作詞：MWilsaw、M.A.Deighan／訳詞：安井かずみ）
  6. 夢見るシャンソン人形（作詞・作曲：セルジュ・ゲンスブール／訳詞：岩谷時子）
  7. サイレント・イブ（作詞・作曲：辛島美登里）
  8. Xmasなんて大ッ嫌い!（作詞：北埜うさぎ／作曲：JUNCO）
  9. 夜はやさし（作詞：長谷川孝水／作曲：長谷川きよし）
  10. 東京（作詞・作曲：森田貢）
  11. 恋心（作詞：P.Blanc・作曲:E.Macias／訳詞：永田文夫）
  12. 平岸追分（作詞：司会太郎／作曲：チープ広石）
  13. 流されて伏古（作詞：北埜うさぎ／作曲：山本はるきち）
  14. つぐない（作詞：荒木とよひさ／作曲：三木たかし・台詞：北埜うさぎ）
  15. 札幌ブルース（作詞：川内康範・曽根幸秋／作曲：曽根幸明）
  16. フライディ・チャイナタウン（作詞：荒木とよひさ／作曲：海老名泰葉）
  17. エイジアン・パラダイス（作詞：杉真理）
  18. フレディのテーマ（作詞：JUNCO）
  19. 愛の賛歌（作詞：M.Monot・E.Piaf／作曲：栗原野里子）
  20. うれしい de ござーマス